# Bjärshög
Bjärshög är kyrkby i Bjärshögs socken i Svedala kommun i Skåne belägen öster om Malmö.
Här ligger Bjärshögs kyrka.